# LK Avalon
LK Avalon (Laboratorium Komputerowe Avalon) – polski dystrybutor, producent gier komputerowych oraz programów edukacyjnych założony przez Tomasza Pazdana i Janusza Pelca. Przedsiębiorstwo powstało w 1989 roku w Rzeszowie i było jednym z pionierów na rynku gier komputerowych w Polsce.
Spółka wydawała gry przeznaczone głównie dla komputerów Commodore 64, 8-bitowych Atari i Amigi, była również polskim dystrybutorem produktów Zeppelin Games. Obecnie wydaje oprogramowanie tylko na komputery PC. Nie zatrudniała programistów – twórcy zjawiali się w firmie z częściowo lub całkowicie gotowym produktem, a firma podejmowała decyzję o wydaniu gry lub nie. Wydawała nawet kilkadziesiąt gier rocznie, przez co zyskała miano wydawcy niezbyt wartościowych produkcji, szczególnie po ekspansji na komputery 16-bitowe.
LK Avalon był od 1991 roku wydawcą czasopisma Tajemnice Atari.

## Wydawnictwa

### Komputery 8-bitowe
- Robbo (1989 – Atari 8-bit, Commodore 64)
- Fred (1990 – Atari 8-bit)
- Misja (1990 – Atari 8-bit)
- Robbo konstruktor (1990)
- Lasermania (1990)
- A.D. 2044 (1991 – Atari 8-bit, MS-DOS, MS Windows)
- Klątwa (1992 – Atari 8-bit, Commodore 64)
- Tamer (Commodore 64)
- Para Academy (Commodore 64)
- Władcy ciemności (1993 – Atari 8-bit, Commodore 64)
- Hans Kloss (1992 – Atari 8-bit, Commodore 64)
- Castle (1993) (Commodore 64)
- Smuś (1993 – Atari 8-bit)
- Acid Runner (1993)
- Agent UOP (1994)
- Cosmic Hero (1994) (Commodore 64)[4]
- Gwiezdny Manager (1995) (Commodore 64)

### Komputery 16-bitowe
- Sołtys
- Skaut Kwatermaster
- Garden Composer 3D – projektowanie ogrodów
- Domowe karaoke – seria muzycznych gier karaoke
- 3 w 1: Autka,Dark Moon i Mr. Tomato- zestaw gier dla najmłodszych
- Jazz Jackrabbit (1994 – PC)
- Jazz Jackrabbit 2 <The Secret Files> (1999 – PC)
- Jazz Jackrabbit 2 <Zimowe Przygody> (1999 – PC)
- Tridonis (2000 – PC)
- Miasto Śmierci (1995 – Amiga)[5]
- Rycerze Mroku (1997 – Amiga)[6]
- Łowca Głów (Amiga)[7]
- Agent Czesio (Amiga)[7]
- Alien Target (Amiga)[7]
- Astral (Amiga)[7]
- Brydż (Amiga)[7]
- Carnage (Amiga)[7]
- City Of Death (Amiga)[7]
- Cyber Kick (Amiga)[7]
- Dreenshar: Kroniki Część Pierwsza, Dzieło Magów (Amiga)[7]
- Eskadra (Amiga)[7]
- Forest Dumb (Amiga)[7]
- Forest Dumb Forever!!! (Amiga)[7]
- Lasermania 2 (Amiga)[7]
- Liga Polska (Amiga)[7]
- MegaBlast (Amiga, PC)[7]
- Monster (Amiga)[7]
- Mr. Tomato (Amiga)[7]
- Olimpiada '96 (Amiga)[7]
- Rajd Przez Polskę (Amiga)[7]
- Reah: Zmierz się z nieznanym PC Windows
- Saper (Amiga)[7]
- Schizm: Prawdziwe wyzwanie (Windows, 2001)
- Sen (Amiga)[7]
- Skarb Templariuszy (Amiga)[7]
- Tajemnica Bursztynowej Komnaty (Amiga)[7]
- Vabank (Amiga)[7]
- Vicky (Amiga)[7]
- W Potrzasku (Amiga)[7]
- Wacuś The Detective (Amiga)[7]
- Wild West (Amiga)[7]
- Zombie (Amiga)[7]